# Oberhausen an der Nahe
Oberhausen an der Nahe település Németországban, Rajna-vidék-Pfalz tartományban. Lakosainak száma 356 fő (2023. december 31.).

## Népesség
A település népességének változása:
| Lakosok száma | 320  | 360  | 373  | 362  | 378  | 363  | 356  |
|               | 1975 | 2014 | 2017 | 2019 | 2021 | 2022 | 2023 |